# Fabrice Souloy
Fabrice Souloy, född 11 december 1967, är en fransk travtränare och travkusk. Souloy är verksam vid hästgården Haras de Ginai i Ginai i Frankrike.

## Karriär
Souloy har tränat hästar som Orlando Vici, Kool du Caux, Exploit Caf, Commander Crowe, Un Mec d'Héripré, Lionel N.O., Rolling d'Héripré, Ochongo Face, Your Highness och Ampia Mede SM. 
Souloy har bland annat vunnit Elitloppet (2008, 2012), Finlandialoppet  (2003, 2008, 2009, 2011), Oslo Grand Prix (2012), Copenhagen Cup (2007, 2016), Hugo Åbergs Memorial (2007, 2012, 2013), Åby Stora Pris (2014, 2016), Olympiatravet (2012, 2016), Konung Gustaf V:s Pokal (2011), Gran Premio Lotteria (2007, 2008, 2015), Grand Prix l’UET (2006), Prix de France (2007, 2008), Prix de Paris (2010, 2016), Prix de Sélection (2003, 2009), Prix René Ballière (2007, 2008, 2009, 2014), Prix de l'Atlantique (2008, 2015, 2016), Prix d'Été (2009, 2011, 2014, 2015), Prix de Washington (2008, 2009, 2011, 2016) och Critérium Continental (2002, 2009, 2012).

## Dopingskandalen
Den 9 september 2016 framkom att Souloy dopat flera hästar i sitt stall med ämnet kobolt. Souloy fråntogs därför bland annat segern i 2016 års upplaga av Oslo Grand Prix med Your Highness, samt segern i kvalheat 2 och tredjeplatsen i finalen av Elitloppet 2016 med Un Mec d'Héripré. Efter skandalen stängdes Souloy av i tio år från svensk travsport, och i femton år från norsk travsport. Han dömdes även till att betala en miljon kronor i böter. Han blev senare även avstängd i Italien och Frankrike. Han förbjöds även att beträda samtliga travbanor i Europa.
Souloys svåger Philippe Billard tog vid avstängningen över flertalet hästar i träning hos Souloy.
Under 2017 års upplaga av Gran Premio Lotteria på Ippodromo Agnano, slutade hans tidigare tränade hästar Timone Ek och Un Mec d'Héripré etta och tvåa. Efter loppet försökte Souloy ta sig upp på segerpodiet för att ta emot pris, men blev omhändertagen av fyra vakter och ett visst tumult uppstod. Souloy lämnade sedan området.
I april 2021 beviljade inrikesministeriet i Frankrike Souloy att få tillbaka licensen, då Souloy inte haft licens på drygt fyra år och under tiden har inga anmärkningar noterats mot hans svågers licens. Souloy fick under första dagen med licens in 73 hästar på träningslistan, bland andra Gu d'Héripré.